# Another Simple Favor
Another Simple Favor är en amerikansk kriminalkomedifilm/thrillerfilm som hade premiär på South by Southwest den 7 mars 2025 och som hade premiär på Prime Video den 1 maj samma år. Filmen är regisserad av Paul Feig, medan manuset skrivits av Jessica Sharzer. Filmen är en fortsättning på A Simple Favor från 2018.

## Handling
Filmen utspelar sig på den italienska ön Capri. Emily planerar att gifta sig med en förmögen affärsman, men precis som i föregångaren kantas berättelsen av mord och svek bland de glamorösa bröllopsgästerna.

## Rollista (i urval)
- Anna Kendrick – Stephanie Smothers
- Blake Lively – Emily Nelson
- Henry Golding – Sean Townsend
- Andrew Rannells – Darren
- Bashir Salahuddin – Summerville
- Michele Morrone
- Elizabeth Perkins
- Allison Janney
- Elena Sofia Ricci